# از دیدار مجدد شما خوشحالم
از دیدار مجدد شما خوشحالم (ایتالیایی: Al piacere di rivederla) یک فیلم کمدی جالو به کارگردانی مارکو لتو است که در سال ۱۹۷۶ منتشر شد.

## گزیدهٔ بازیگران
- اوگو تونیاتسی
- فرانسواز فابیان
- میو-میو
- آلبرتو لیونلو
- فرانکو گراتسیوزی
- بیاجو پلیگرا
- ماریا مونتی
- پائولو بوناچلی
- کلاودیو بیگالی
- لیا تانتسی